# ギンタウタス・ウマラス
ギンタウタス・ウマラス（Gintautas Umaras、1963年5月20日 - ）は、現リトアニア（当時ソビエト連邦）、カウナス出身の元自転車競技選手。

## 来歴
1985年
- トラックレース世界選手権
  - アマ・個人追抜 2位

1986年
- ツール・ドジプト 総合優勝
- トラックレース世界選手権
  - アマ・個人追抜 2位
  - アマ・団体追抜 3位

1987年
- トラックレース世界選手権
  -  アマ・個人追抜 優勝

1988年
- ソウルオリンピック
  -  個人追抜 優勝
  -  団体追抜 優勝（+ アルトゥーラス・カスプティス、ヴィアチェスラフ・エキモフ、ドミトリ・ネリュビン）
- ツアー・オブ・グリース 総合優勝

1989年、アルファ・ルム - STMと契約し、プロ転向。
1990年、クアーズ・ライトに移籍。
1991年、引退。